# 8463 Наомімердок
8463 Наомімердок (8463 Naomimurdoch, 1981 EM27) — астероїд головного поясу, відкритий 2 березня 1981 року.
Тіссеранів параметр щодо Юпітера — 3,170.